# Joan Robinsonová
Joan Violet Maurice Robinsonová (31. říjen 1903, Camberley – 5. srpen 1983, Cambridge) byla anglická ekonomka. Vystudovala ekonomii na Girton College v Cambridgi. Od roku 1931 byla na Cambridgeské univerzitě asistentkou, od roku 1949 docentkou a od roku 1965 profesorkou ekonomie.
Zpočátku vyznávala neoklasickou školu. Z těchto pozic zformulovala svou teorií nedokonalé konkurence (práce The Economics of Imperfect Competition z roku 1933), v níž rozvinula Marshallovu teorii firmy. Později se stala blízkou spolupracovnicí Johna M. Keynese a členkou jeho cambridgeského kroužku, z keynesiánských pozic se věnovala zejména zaměstnanosti. Po druhé světové válce ji lze řadit k postkeynesiánství (čili tzv. italsko-cambridgeské škole). Z této etapy pocházejí její příspěvky k teorii rozdělování a teorii hospodářského růstu (zejm. The Accumulation of Capital, 1956 a Essay in the Theory of Economic Growth, 1962). Neoklasickou ekonomii kritizovala za mýtus rovnováhy. Sama viděla kapitalismus naopak jako systém nestabilní, zakotvený v dějinnosti, která je nevyzpytatelná. Kritizovala též agregátní produkční funkce, které podle ní nedokáží vyjádřit velikost kapitálu. Marxismus kritizovala v díle An Essay on Marxian Economics (teorii nadhodnoty označovala za „pohádku o kapitalismu“). V šedesátých a sedmdesátých letech 20. století se věnovala zejména metodologickým problémům (Economic Philosophy, 1964; Economics at Awkward Corner, 1966; Freedom and Necessity, 1970; Economics Heresies, 1971).

## Život
Narodila se 31. října 1903 v Camberley, v Anglii. Její otec byl Frederick Barton Maurice. Byl generálmajorem, který se proslavil zejména obviněním předsedy vlády Lloyda George ze zavádějícího parlamentu a národa během první světové války. Její matka byla Margaret Helen Marshová. Joan se provdala za kolegu, ekonoma Austina Robinsona v roce 1926. Společně měli dvě dcery.
Během druhé světové války pracovala Robinson za několik různých výborů pro válečnou národní vládu. Během této doby navštívila Sovětský svaz i Čínu, tím se rozvinul její zájem o zaostalé a rozvojové země. O svých pozorování v Číně informovala v knihách Ekonomická perspektiva (1958), Kulturní revoluce v Číně (1969) a Ekonomický management v Číně (1975), kde ocenila především kulturní revoluci.
Často navštěvovala také Centrum pro rozvojová studia v Indii, kde v polovině 70. let působila jako hostující členka.  V centru založila nadační fond na podporu veřejných přednášek. Celý svůj život byla velmi častým návštěvníkem centra, kdy se účastnila všech jeho aktivit. Centru věnovala honorář (autorskou odměnu) z dvou svých knih.
Celý život byla levicově orientovaná a byla aktivní členkou labouristické strany. V rámci toho za války pomáhala v různých hospodářských výborech, což se odrazilo v tom, že v této době příliš nepublikovala. V roce 1964 dokonce navštívila také Severní Koreu, která v té době zaváděla sociální reformu a kolektivizaci. Robinson ve svém článku Korean Miracle napsala, že úspěch země byl způsoben „intenzivním soustředěním Korejců na národní hrdost“ za vlády Kim Il-sunga, „spíše mesiáš než diktátora.“  Rovněž v souvislosti s rozdělením Koreje uvedla, že „samozřejmě, dříve nebo později musí být země znovu sjednocena vtažením Jihu do socialismu.“

## Vzdělání
Po studiu na dívčí škole Saint Paul v Londýně úspěšně vystudovala ekonomii na Girton College v Cambridge. Titul získala v roce 1925, rok na to se vdala za svého kolegu Austina Robinsona. Už během studia publikovala články a různé referáty, a po studiích sama celý život ekonomii učila. Po studiích odjela jako výzkumnice do státu Gudžarát v Indii, kde studovala anglo-indické ekonomické vztahy. Po třech letech se ovšem vrátila a začala působit jako asistentka v Cambridge, ale postupně se vypracovala až na pozici profesorky ekonomie. 

## Práce
Joan se po studiích (1937) stala lektorkou na Cambridge University, kde učila během let 1931-1971. Reputaci si vybudovala v roce 1933, kdy vydala knihu The Economics of Imperfect Competition, která pojednávala o nedokonalé konkurenci, konkrétně o distribuci, alokaci a vykořisťování.  Byla jedna z několika málo ekonomů, kteří kritizovali rozšířený a uznávaný pohled na dokonalou konkurenci a vytvořila nedokonalý model konkurence. Byla toho názoru, že volný vstup na trh znamená nutný pokles cen, dokud se zisky nebudou rovnat nule. Následně se stala členkou Britské akademie a o čtyři roky později, v roce 1962, začala vyučovat na Newnham College. V roce 1965 se dokonce oficiálně stala profesorkou na Girton College. Pár let před svou smrtí se stala první ženou vyučující na King’s College v Cambridge. Ve své práci a přednáškách se věnovala zejména výkladu Keynesovy obecné teorie. Na toto téma vydala několik publikací, které byly často určeny i pro laickou veřejnost. Nejznámější z nich je pravděpodobně The Accumulation of Capital, kde se Robinson snažila rozvinout Keynesovu obecnou teorii tak, aby odpovídala dlouhodobým problémům růstu a akomodace kapitálu. Konkrétně se teorii snažila vztáhnout k tomu, jaké důsledky měla na zaměstnanost v letech 1936-1939. Vedle toho byla i členkou Keynesovy skupiny poradců. Dále se ve své práci věnovala teorii růstu, kde rozvíjela koncept růstových cest Zlatého věku.
V mládí se ve své práci přispěla k základnímu rozšíření neoklasické teorie, kterou kritizovala za mýtus rovnováhy, kdy ona sama viděla kapitalismus jako systém nerovnovážný, nevyzpytatelný a nestabilní. Ukazuje to zejména článek z roku 1934 týkající se teorie mezní produktivity a referát z roku 1941, který se věnoval teorii nákladů. Obě práce se staly velmi populárními. Potýkala se ovšem i s kritikou. A to konkrétně díky zmíněné knize The Economics of Imperfect Competition (1933), kde představila teorii nedokonalá konkurence. Byla obviněna E.H. Chamberlinem, který ji nařkl z toho, že on sám objevil podobnou teorii. Spor nebyl nikdy více řešen, Robinson se rychle posunula dál a celou teorii rozvinula mnohem podrobněji.  Konkrétně vytvořila termín monopsony pro popis kupujícího a monopolu prodávajícího (Robinson ho používala i pro vysvětlení nerovných mezd mezi muži a ženami). Mimo všechny tyto a další teorie se zajímala o problémy v málo rozvinutých a rozvojových zemích.  
Ke konci života si mnoho lidí znepřátelila tím, že velmi sympatizovala s radikálními levicovými režimy, především s čínským režimem Mao Ce-tunga a režimem severokorejským. Sympatie s těmito totalitními levicovými teoriemi byl jedním z důvodů proč nezískala roku 1975 Nobelovu cenu za ekonomii. Na druhou stranu byla ovšem svými kolegy a širším okolím uznávána a respektována. Mnoho z nich si myslelo a bylo přesvědčeno, že by Robinson za svou celoživotní práci měla získat Nobelovu cenu. Nikdy se tak ovšem nestalo. Joan Robinson se ale navzdory tomu stala velmi významnou osobou pro ekonomii, byla známá svou silnou osobností a její koncepty jsou využívány společenskými vědami dodnes.

## Úspěchy
V roce 1945 byla jmenována do poradního výboru pro stavební výzkum na ministerstvu prací. Jako členka byla jedinou ekonomkou a jedinou ženou v tomto výboru.
V roce 1948 byla jmenována první ekonomickou členkou komise pro monopoly a fúze 
V roce 1949 byla pozvána Ragnarem Frischem, aby se stala viceprezidentkou ekonometrické společnosti. Toto pozvání ale odmítla.
Během 60. let byla po boku Piera Sraffara významným účastníkem Cambridgeské polemiky.
Nejméně dva studenti, kteří studovali pod jejím působením získali Nobelovu cenu za ekonomické vědy. Studenti Amartya Sen  a Joseph Stiglitz  popsali ve svých autobiografiích vztah mezi nimi a Robinson jako „bouřlivý“. Robinson charakterizovali jako naprosto brilantní, ale absolutně netolerantní. 
Ovlivnila také indického premiéra Manmohana Singha, který následně změnil jeho přístup vůči hospodářské politice.

## Publikace a díla[3]
- Ekonomie nedokonalé konkurence (1933)
- Eseje o teorii zaměstnanosti (1937)
- Úvod do teorie zaměstnanosti (1937)
- Esej o marxistické ekonomice (1942)
- Produkční funkce a teorie kapitálu (1953)
- Akumulace kapitálu (1956)
- Ekonomická perspektiva (1958)
- Cvičení v ekonomické analýze (1960)
- Eseje o teorii hospodářského růstu (1962)
- Ekonomická filosofie (1962)
- Ekonomie z nepříjemného hlediska (1966)
- Kulturní revoluce v Číně (1969)
- Svoboda a nevyhnutelnost (1970)
- Ekonomická kacířství (1971)
- Úvod do moderní ekonomie (1973)
- Ekonomický management v Číně (1975)
- Příspěvky k moderní ekonomii (1978)
- Další příspěvky k moderní ekonomii (1980)